# Друштво беле брезе
Друштво беле брезе (јапански:白樺派 Shirakabaha) је књижевно друштво и покрет основан од стране ученика елитне школе Гакушуин (јапански:学習院 Gakushūin) у Токију 1910. године. Назив покрета потиче од истоименог некомерцијалног књижевног часописа који је излазио месечно у периоду од априла 1910. године до 1923. године, када се догодио Велики Канто земљотрес. Верује се да је назив часописа инспирисан Лавом Толстојем, руским књижевником чија су дела инспирисала чланове групе Беле брезе.

## Историја
Априла 1910. године, група књижевника и књижевних критичара, ондашњих ученика елитне јапанске школе Гакушуин, почела је да издаје месечни некомерцијални књижевни часопис како би створила једниствену платформу за издавање оригиналних књижевних радова и критика. Групу су чинили уметници и критичари који су одбацили владајућа начела конфучијанизма и поетику традиционалне јапанске књижевности, а затим се окренули новим књижевним струјама Запада. Чланови у својим радовима показују тежњу ка идеализму, хуманизму и индивидуализму, супротстављајући се начелима јапанског натурализма, који је у време настанка Друштва беле брезе био међу владајућим књижевним струјама у Јапану. За разлику од других књижевних кругова у Јапану, Друштво беле брезе није ограничавало своја интересовања само на књижевност, већ их је проширило и на друге облике уметничког изражавања, као што је сликарство.
Најактивнији чланови Друштва беле брезе били су Мушанокођи Санеацу (1885-1976), Шига Наоја (1883-1971), Нагајо Јоширо (1888-1961), Аришима Такео (1878-1923), Аришима Икума (1882-1974) и Аришима Хидео, познат под псеудонимом Сатоми Тон (1888-1983).

## Књижевно стваралаштво
Друштво беле брезе поштовало је европску уметност и било под великим утицајем европских књижевних тенденција, због чега је активно учествовало у ширењу европских идеја међу јапанским народом. Називајући Лава Николајевича Толстоја својим учитељем, чланови су се окупили око заједничких склоности ка унутрашњој самоанализи, поштовању Толстојеве идеје о социјалној утопији и хришћанске идеје о љубави плема ближњем. То је подразумевало став о потреби сталног физичког рада. Многи књижевници, укључујући Мушанокођија, живели су по том принципу једним делом свог живота.
Међу првим књижевним делима чланова Друштва беле брезе испољава се убеђење да у основи књижевног стваралаштва треба да се налази сам аутор, те да је најважнији поступак у делу самоотварање личности аутора и разоткривање његовог ега. При томе, квалитет особина самог аутора ни у једном књижевном делу не би требало да је од главне важности, све док су његове мисли и осећања приказани отворено и истинито. Идеја о оваквом књижевном поступку касније је постао теоријска основа правца који се потом јавио у јапанској књижевности као его-белетристика.
Крајем Првог светског рата, Друштву беле брезе замерао се хуманистички оптимизам присутан у књижевном стваралаштву, с објашњењем да се све више удаљавало од постојећих социјалних проблема. Као одговор на критике, многи аутори почели су да укључују социјалну, антиратну тематику у своја дела.

### Карактеристике стваралаштва Друштва беле брезе у делима Мушанокођија Санеацуа
Као оснивач групе и покрета Бела бреза, стварао је своја дела под утицајем Лава Толстоја. Мушанокођијева дела почетне фазе стваралаштва карактерише отворен начин излагања и самоувереност у ставове који углавном одступају од социјалних норми. Друга важна карактеристика његовог стваралаштва је супротстављање идејама присутних у стваралаштву јапанских натуралиста. Мушанокођи предлаже филозофску и уметничку алтернативу натурализму, задржавајући централне елементе натуралистичке поетике, као што је тежња ка индивидуализму. За разлику од јапанских натуралиста, Мушанокођи се залагао за идеју да човеком не управљају његови нагони, већ његове жеље.

### Карактеристике стваралаштва Друштва беле брезе у делима Аришиме Такеа
Стваралаштво Аришиме Такеа било је претежно под утицајем социјалистичких и прогресивних мислилаца, чија је дела читао током студија у Европи и Америци. Стога је посебну пажњу посветио делима чија је тематика била везана за проблематичност односа сељака и земљопоседника. У великом делу његовог стваралаштва види се склоност Друштва беле брезе ка стварању дела аутобиографског и социјалног карактера, искључиво везаних за побуну против неправедности друштвених односа, сиромаштва и лажног морала. Писао је романе, есеје, новеле, приповетке и новинске чланке.

## Сликарство
Први бројеви часописа Бела бреза, публиковани између 1910. и 1912. године, садржали су чланке који су били намењени упознавању јапанских читалаца са стваралаштвом европских сликара двадесетог века. У часописима су систематски публиковани чланци о радовима Сезана, Реноара, Ван Гога, Гогена и Родена. Са друге стране, Киношита Нагахиро наводи да је оно што је привлачило чланове Беле брезе да пишу чланке о одређеним сликарима чешће био њихов карактер, него сликарско умеће.